# Ronda (gioco)
La ronda è un gioco di origine mediterranea, molto diffuso in Spagna e in Africa Settentrionale (soprattutto nel Marocco). Si gioca dai 2 ai 4 giocatori con carte italiane o spagnole.

## Valore delle carte
- Asso (uno)
- Due (due)
- Tre (tre)
- Quattro (quattro)
- Cinque(cinque)
- Sei (sei)
- Sette (sette)
- Fante (dieci)
- Cavallo(undici)
- Re (dodici)

## Obiettivo del gioco
L'obiettivo del gioco è totalizzare 41 punti nei vari round (eccetto il primo round vinto da chi ha accumulato un numero determinato di carte). È possibile accumulare punti tramite la presa e gli annunci. A fine round il giocatore calcolerà il proprio punteggio contando il valore delle carte ottenute nella suite e attraverso gli annunci.

## Distribuzione delle carte nelle diverse modalità
Il mazziere è deciso ad ogni round; vengono quindi distribuite 4 carte ciascuno ai giocatori (2 o 3 o 4) partendo dalla destra del mazziere e distribuendo le carte in senso antiorario.
Dopo aver distribuito le 3 carte a tutti giocatori, vengono poste al centro del tavolo da gioco 4 carte che fungeranno da tavolino. Per ogni turno si procederà alla presa o, se non si ha carta uguale a quella del tavolino, allo scarto di 1 carta.
Al termine del giro il mazziere distribuirà altre tre carte ai giocatori, sempre in senso antiorario finché il mazzo lo permette. Quando rimane nel tavolino soltanto una carta essa (detta ultima mano) viene data al giocatore che ha compiuto l'ultima presa.
Le regole rimangono uguali anche in 4 giocatori ma se si gioca in squadre, i giocatori della stessa squadra si trovano di fronte nel tavolo da gioco e a ciascun giocatore vengono distribuite 4 carte; in caso queste 4 carte abbiano lo stesso valore esse vengono rimesse nel mazzo e il giocatore ne ripesca altre 4.

## I round
I round hanno numero arbitrario (solitamente 3, 5 o 7 round..) e vengono vinti da colui che ottiene 41 punti per primo. Il primo round, però, non segue tale regola e viene vinto:
- Se si è in due giocatori, chi accumula per primo 20 carte;
- Se si è in 3 giocatori, chi accumula per primo 13 carte;
- Se si è in 4 giocatori, il giocatore della squadra che accumula per primo 10 carte.

## Le mosse

### La presa
La presa avviene accoppiando la carta nella propria mano con quella del tavolino. Per esempio se si ha un due nella mano e sul tavolino 2-9-10-11, il giocatore prenderà il 2 del tavolino. La carta giocata e quella acquisita (o acquisite se si effettua una missa) vengono messe da parte e costituiscono la suite (quindi il punteggio) del giocatore.

### Gli annunci
Gli annunci contribuiscono ad incrementare il punteggio e sono comunicati: 
- prima di giocare la propria carta, nel caso di Ronda o Tringa
- durante la giocata, nel caso di una Missa, Bouahed, Bkhamsa o di una Baachra

#### Ronda e Tringa
Se prima di giocare la carta si hanno nel mazzo 2 carte dello stesso valore si può annunciare Ronda. In questo caso il giocatore che ha fatto l'annuncio riceverà un punto.
Se prima di giocare una carta si hanno nel mazzo 3 carte dello stesso valore si annuncia Tringa e il giocatore riceverà tre punti.
Ronda e Tringa vanno annunciati prima di gettare una carta per scartarla o fare presa. Se due o più giocatori hanno annunciato contemporaneamente tringa o ronda il punto verrà dato alla coppia/tris con valore più alto (in caso di parità entrambi riceveranno il punto).

#### Missa
Con questo tipo di presa è possibile pescare dal tavolino anche le carte consecutive a quella con cui si è effettuata la presa. Per esempio se si ha nella mano un 2 e sul tavolino 2-3-4-9, il giocatore potrà includere nella propria mano il 2,3 e il 4 del tavolino.
Questa mossa viene detta missa e aggiunge al giocatore un punto (oltre a quelli pescati dal tavolino).

#### Bouahed,Bkhamasa, Baachra
Quando un giocatore butta una carta di un valore (ad esempio 7) e il giocatore seguente getta una carta di medesimo valore quest'ultimo effettua un Bouahed (o Darba).
Se un terzo butta un'altra carta dello stesso valore effettua un Bkhamsa .
Se anche il quarto giocatore getta un'altra carta del medesimo valore effettua un Baachra .
Il Bouahed vale 1 punto, il Bkhamsa 5 punti mentre il Baachra 10 punti.

## Ultima mano
L'ultima carta in gioco, come detto, viene data a colui che ha effettuato l'ultima presa, quest'ultimo riceverà 5 punti extra (qualunque sia la carta del tavolino).
Se costui è il mazziere se l'ultima carta del tavolino è:
- un re riceverà 5 punti
- un asso non riceverà punti extra, gli altri giocatori invece riceveranno ciascuno 5 punti extra.